# Tel Yishma‘el
Tel Yishma‘el (hebreiska: תל ישמעאל) är en höjd i Israel.   Den ligger i distriktet Norra distriktet, i den nordöstra delen av landet.
Terrängen runt Tel Yishma‘el är kuperad åt nordost, men åt sydväst är den platt. Runt Tel Yishma‘el är det tätbefolkat, med 442 invånare per kvadratkilometer. Närmaste större samhälle är Bet She'an, 8,4 km sydväst om Tel Yishma‘el. Trakten runt Tel Yishma‘el består till största delen av jordbruksmark.